# Margajaya (Lemahsugih)
Margajaya is een bestuurslaag in het regentschap Majalengka van de provincie West-Java, Indonesië. Margajaya telt 3964 inwoners (volkstelling 2010).